# Seicercus
Seicercus – rodzaj ptaków z rodziny świstunek (Phylloscopidae).

## Zasięg występowania
Rodzaj obejmuje gatunki występujące w Eurazji, Afryce i Oceanii; zasięg występowania jednego z gatunków (świstunka północna) obejmuje także Alaskę.

## Morfologia
Długość ciała 9–13 cm; masa ciała 4–15 g.

## Systematyka
Rodzaj zdefiniował w 1837 roku angielski zoolog William Swainson w publikacji własnego autorstwa poświęconej historii naturalnej i systematyce ptaków. Gatunkiem typowym jest (oznaczenie monotypowe) świstunka złotookularowa (S. burkii).

### Etymologia
Seicercus: gr. σειω seiō ‘potrząsać’; κερκος kerkos ‘ogon’.

### Podział systematyczny
Do rodzaju należą następujące gatunki:

- Seicercus affinis (F. Moore, 1854) – świstunka okularowa
- Seicercus poliogenys (Blyth, 1847) – świstunka ciemnogłowa
- Seicercus burkii (E. Burton, 1836) – świstunka złotookularowa
- Seicercus tephrocephalus (Anderson, 1871) – świstunka birmańska
- Seicercus omeiensis J. Martens, Eck, Päckert & Sun Yuehua, 1999 – świstunka zielonolica
- Seicercus soror Alström & Olsson, 1999 – świstunka gładka
- Seicercus valentini (E. Hartert, 1907) – świstunka dębowa
- Seicercus whistleri Ticehurst, 1925 – świstunka himalajska
- Seicercus cebuensis (A.J.C. Dubois, 1900) – świstunka cytrynowa
- Seicercus olivaceus (Moseley, 1891) – świstunka żółtobrewa
- Seicercus coronatus (Temminck & Schlegel, 1847) – świstunka oliwkowa
- Seicercus ijimae (Stejneger, 1892) – świstunka wyspowa
- Seicercus laetus (Sharpe, 1902) – świstunka rdzawolica
- Seicercus laurae Boulton, 1931 – świstunka katangijska
- Seicercus budongoensis (D. Seth-Smith, 1907) – świstunka szerokobrewa
- Seicercus herberti (Alexander, 1903) – świstunka czarnołbista
- Seicercus umbrovirens (Rüppell, 1840) – świstunka ciemna
- Seicercus ruficapilla (Sundevall, 1850) – świstunka żółtogardła
- Seicercus emeiensis (Alström & Olsson, 1995) – świstunka zielonogrzbieta
- Seicercus nitidus (Blyth, 1843) – świstunka kaukaska
- Seicercus trochiloides (Sundevall, 1837) – wójcik
- Seicercus plumbeitarsus (Swinhoe, 1861) – świstunka amurska
- Seicercus magnirostris (Blyth, 1843) – świstunka wielkodzioba
- Seicercus borealoides (Portenko, 1950) – świstunka sachalińska
- Seicercus tenellipes (Swinhoe, 1860) – świstunka brązowa
- Seicercus xanthodryas (Swinhoe, 1863) – świstunka japońska
- Seicercus borealis (J.H. Blasius, 1858) – świstunka północna
- Seicercus examinandus (Stresemann, 1913) – świstunka kamczacka
- Seicercus castaniceps (Hodgson, 1845) – świstunka szarolica
- Seicercus grammiceps (Strickland, 1849) – świstunka białobrzucha
- Seicercus montis (Sharpe, 1887) – świstunka żółtopierśna
- Seicercus cantator (Tickell, 1833) – świstunka żółtolica
- Seicercus calciatilis (Alström, Davidson, Duckworth, J.C. Eames, Le, Nguyen, Olsson, Robson & Timmins, 2009) – świstunka indochińska
- Seicercus ricketti (H.H. Slater, 1897) – świstunka czarnobrewa
- Seicercus occipitalis (Blyth, 1845) – świstunka zielono-siwa
- Seicercus reguloides (Blyth, 1842 – świstunka rododendronowa
- Seicercus claudiae (La Touche, 1922) – świstunka zielona
- Seicercus goodsoni (E. Hartert, 1910) – świstunka nizinna
- Seicercus ogilviegranti (La Touche, 1922) – świstunka żółtowstęga
- Seicercus hainanus (Olsson, Alström & Colston, 1993) – świstunka hajnańska
- Seicercus xanthoschistos (J.E. Gray & G.R. Gray, 1847) – świstunka szarogłowa
- Seicercus intensior (Deignan, 1956) – świstunka białosterna
- Seicercus presbytes (Blyth, 1870) – świstunka białogardła
- Seicercus rotiensis (N.S.R. Ng, Prawiradilaga, E.Y.X. Ng, Suparno, Ashari, Trainor, Verbelen & Rheindt, 2018) – świstunka długodzioba
- Seicercus trivirgatus (Strickland, 1849) – świstunka paskogłowa
- Seicercus nigrorum (Moseley, 1891) – świstunka filipińska
- Seicercus suaramerdu (Rheindt, Prawiradilaga, Ashari, Suparno & N.S.R. Ng, 2020) – świstunka jasnolica
- Seicercus emilsalimi (Rheindt, Prawiradilaga, Ashari, Suparno & N.S.R. Ng, 2020) – świstunka żółtoucha
- Seicercus sarasinorum (A.B. Meyer & Wiglesworth, 1896) – świstunka celebeska
- Seicercus nesophilus (Riley, 1918) – świstunka mszysta
- Seicercus makirensis (Mayr, 1935) – świstunka uboga
- Seicercus amoenus (E. Hartert, 1929) – świstunka posępna
- Seicercus maforensis (A.B. Meyer, 1874) – świstunka atolowa